# Agrilus roscidoides
Agrilus roscidoides é uma espécie de inseto do género Agrilus, família Buprestidae, ordem Coleoptera.
Foi descrita cientificamente por Abielle de Perrin, 1909.